# Euphrasia pumilio
Euphrasia pumilio är en snyltrotsväxtart som beskrevs av Jisaburo Ohwi. Euphrasia pumilio ingår i släktet ögontröster, och familjen snyltrotsväxter. Inga underarter finns listade i Catalogue of Life.